# إس دي إس بايج
SDS-PAGE أو الفصل الكهربائي لهلام كبريتات دوديكل الصوديوم متعدد الأكريلامايد (بالإنجليزية: Sodium Dodecyl Sulfate-Polyacrylamide Gel Electrophoresis)‏ هي الطريقة الأكثر شيوعاً للفصل الكهربائي للبروتينات على هلام وتوظف هلامات متعددالأكريلامايد polyacrylamide ومحاليل تحتوي على كبريتات دوديكل الصوديوم Sodium Dodecyl Sulfate (SDS).

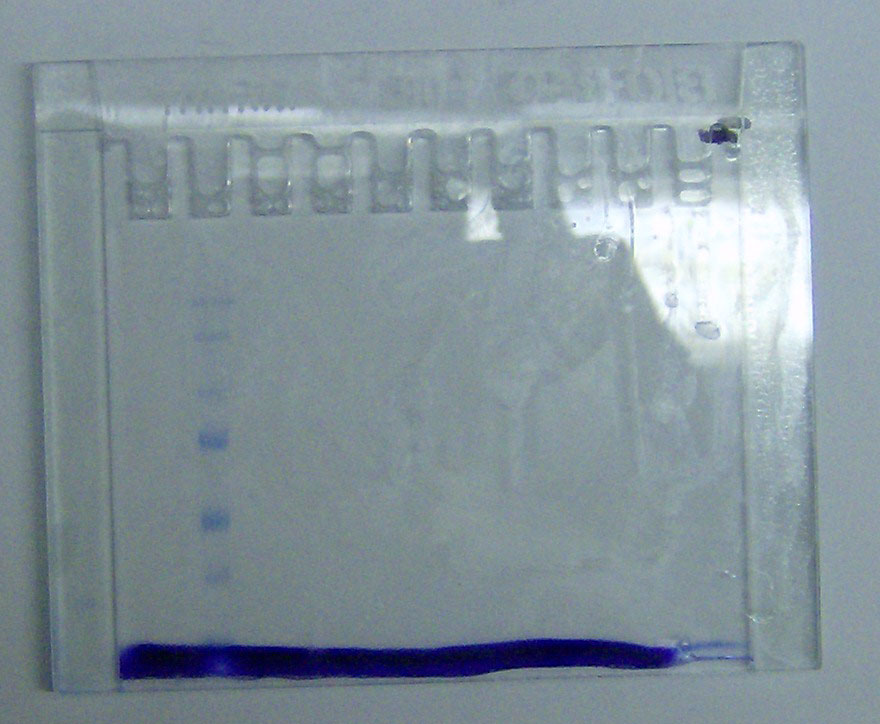
الهلام ويلاحظ فيه الدرج بصورة حزم زرقاء اللون بسبب الصبغة الزرقاء كوماسي بلو Coomassie Blue

تحافظ هذه الطريقة على سلسلة البروتيات في حالة مفككة denatured state حالماً يتم معالجتهم مع عوامل اختزال قوية للقضاء على الأشكال الثنائية والثلاثية. (مثل تحويل الروابط ثنائية الكبريت S-S إلى SH و SH) وبذلك يسمح لفصل البروتينات حسب وزنهم الجزيئي. يتم تغطية البروتينات في العينة بكبريتات دوديكل الصوديوم السالبة الشحنة ونقلها إلى القطب الكهربائي الموجب الشحنة خلال شبكة الأكريلامايد في الهلام. البروتينات الصغيرة تهاجر أسرع خلال هذه الشبكة وبذلك يتم فصل البروتينات حسب الحجم (عادة ما يتم قياسها بالكيلودالتون، kD، kiloDaltons). تركيز الأكريلامايد يحدد دقة الهلام - كلما زاد تركيز الأكريلامايد كلما زادت دقة البروتينات ذات الأوزان الجزيئية العالية. البروتينات تهاجر بسرعة واحدة خلال الهلام في أغلب هلامات اللطخ الغربية (المناعية).
يتم تحميل العينات في آبار في الهلام. يتم حفظ إحدي الأسطر للـ درج أو العلامات، وهما خليط متوفر تجارياً من عدة بروتينات معروفة الوزن الجزيئي، عادة ما تكون مصبوغة لكي تُظهر حزم ملونة مرئية. أحد الأمثلة على الدرج، هو درج الأوزان الجزيئية الكامل المدى لشركة GE (كما في الشكل). عندما يتم تطبيق فرق الجهد على الهلام، تهاجر البروتينات ضمنه بسرع مختلفة. هذه المعدلات الزمنية المختلفة للتقدم (حركات الفصل الكهربائي المختلفة) تُفصل إلى حُزم ضمن كل سطر.

## اقرأ أيضًا
- فحص برادفورد للبروتين